# Comuna 15 (Bucaramanga)
La Comuna 15 o Centro es una división territorial urbana de la ciudad de Bucaramanga, en Colombia.

## División administrativa
La comuna se encuentra formada por los barrios: Centro, García Rovira.